# Nombre équidigital
Un nombre équidigital est un entier naturel qui a autant de chiffres dans son écriture que dans sa décomposition en facteurs premiers, exposants différents de 1 inclus. Par exemple, en base 10, les nombres 1, 2, 3, 5, 7, 10 (10 = 2 × 5) sont des nombres équidigitaux. Par définition, tous les nombres premiers sont équidigitaux dans toute base.
Un nombre soit frugal, soit équidigital, est dit « économique ».